# قلعه هاجرآباد
قلعه هاجر آباد مربوط به دوره صفوی است و در شهرستان قائنات، بخش زیرکوه، کنارکمربندی محورمشهد واقع شده و این اثر در تاریخ ۱۱ دی ۱۳۸۰ با شمارهٔ ثبت ۴۵۷۰ به‌عنوان یکی از آثار ملی ایران به ثبت رسیده است.